# Punkcore Records
Punkcore Records è un'etichetta indipendente hardcore punk fondata nel 1989 da Dave "Punk Core" Amcher a Long Island, New York.

## Storia
La Punkcore esordì come fanzine e piccolo distributore di dischi rari del genere punk rock; in realtà venne pubblicato solo un unico numero della fanzine poiché si scelse di concentrare gli sforzi sull'aspetto della distribuzione dei dischi. Nel 1997 vennero prodotti i primi album, ed iniziò così la vera e propria attività come etichetta indipendente, lavorando anche con diverse punk band piuttosto conosciute, in particolare hardcore/street punk. Il catologo viene distribuito in Europa dalla Rude Records.

## Artisti
- A Global Threat
- Action
- Blood or Whiskey
- Career Soldiers
- Cheap Sex
- Clit 45  (1 EP)
- Cropknox
- Damage Case
- Defiance
- Devotchkas
- Funeral Dress
- Instant Agony  (1 EP)
- Lower Class Brats

- Monster Squad
- Oxblood
- Self Destruct (1 EP)
- SS Kaliert
- The Casualties
- The Havoc
- The Messengers
- The Scarred
- The Unseen
- The Virus
- The Warning
- Varukers